# Florentino Ameghino (departement)
Florentino Ameghino is een departement in de Argentijnse provincie Chubut. Het departement (Spaans:  departamento) heeft een oppervlakte van 16.088 km² en telt 1.484 inwoners.

## Plaatsen in departement Florentino Ameghino
- Cabo Raso
- Caleta Hornos
- Camarones
- Florentino Ameghino
- Garayalde
- La Esther
- Malaspina
- Puesto El Palenque
- Uzcudun